# 尼氏擬馬偕花
尼氏擬馬偕花（学名：Asystasiella neesiana）为爵床科擬馬偕花屬下的一个种。